# Едекс
Едекс је масовни отворен онлајн курс (МООК) провајдер. То су онлајн курсеви на нивоу универзитета у широком спектру дисциплина на светском студентском телу, укључујући и неке курсеве без накнаде. Такође спроводи истраживања у учењу на основу тога колико људи користи своју платформу. Едекс се разликује од других МООК услуга, као што су Коурсера и Јудасити, по томе што је непрофитна организација и ради на софтвер отвореном коду.
Масачусетски технолошки институт и Универзитет Харвард створили су едекс у мају 2012. године. Више од 70 школа, непрофитних организација, и корпорација нуди или планира да понуди курсеве на сајту едекс.Од 22. октобра 2014. године, едекс има више од 4 милиона студената који користе више од 500 курсева на мрежи.

## Функционалности
Едекс нуди сертификате успешног завршетка, али не нуди испите. Без обзира да ли или не колеџ или универзитет нуди кредит за онлајн курс је у дискрецији школе. Едекс нуди различите начине да похађате курсеве, укључујући и проверене курсева где студенти имају могућност да ревизију курса (без трошкова) или да раде у правцу једног едекс Верификованог сертификата (накнада варира у зависности од курса), одликованог кода курсеви где студенти могу или ревизијом (без трошкова) или у раду у правцу сертификата одликованог кода као (без трошкова). Едекс такође нуди Хсеријске сертификате за завршетак уграђеног сета два до седам проверених курсева у једној теми (цена варира у зависности од курса).

## Истраживање
Поред образовних понуда, едекс се користи за истраживања у учењу и образовању на даљину путем прикупљања кликова ученика 'и анализе података, као и прикупљање демографије од сваког регистранта. Тим истраживача са Харварда и МИТ-а, које предводи Давид Притчард и Лори Бреслов, недавно је објавио своје почетне резултате. Едекс чланице школае и организације такође спроводе своја истраживања користећи податке прикупљене из својих курсева. Истраживања су фокусирана на побољшању задржавања, завршетак курса и исходи учења у традиционалним кампусима курсева и онлајн.

Едекс је ангажован у бројним партнерствима са образовним институцијама у Сједињеним Америчким Државама, Кини, Монголији, Индији и више користе едекс курсеве у "укомпонованим учионицама." У укомпонованим моделима учења, традиционалне класе укључују онлајн интерактивну компоненту. Сан Хозе Државни Универзитет (СХДУ) удружио се са едексом да понуди 6.00кЛ Увод у информатику и програмирање, као обједињен курс на СХДУ и објавио први извештај о пројекту у фебруару 2013. Почетни резултати су показали смањење стопе неуспеха претходних семестара. Проценат ученика потребних да поврати ток опао је са 41% у традиционалном формату на 9% за оне који полажу едекс помешан курс. У пролеће 2013, Бункер Хилл Општински Колеџ и Масачусетс Беј Општински Колеџ  спровели су СПОЦ, или мали приватни онлајн курс. Факултети укључени у МИТ-развијени Пајтон програмски курс  ЕДКС у својим основним курсевима кампуса, пријавили су позитивне резултате.

## Отворен едекс
Едекс је развијен као софтверски отворен код и стављен на располагање другим високошколским установама које желе да понуде слично. Дана 1. јуна 2013. године, едекс је отворио целокупну платформу.

Изворни код се може наћи на гитхубу.

## Лидерство
У марту 2014, едекс је именовао Венди Цебула, бившег КОО Вистапринта, као њеног председника и главног оперативног директора. Директор Анант Агарвал МИТ-а изјавио је да ће Цебул донети "предузетнички аспект" и помоћи у развоју непрофитног приступа "комерцијалних могућности."Алан М. Гарбер, проректор Универзитета Харвард, уз асистенцију Михаела Д. Смита, компјутерског научника, који је декан Факултета наука и уметности, руководи Харвардомим доприносима. Дизајн одрживог пословног модела за одрживост предузећа је у току.

## Историја
Едекс је основан у мају 2012. од стране научника са Харварда и МИТ-а. Гери Сусман, Анант Агарвал, Крис Терман, Пиотр Митрос предавали су први едекс курс на струјним колима и електроници са МИТ-а, цртање 155.000 студената из 162 земаља. 2013. години се удружио са Станфорд и у јуну 2013. су стигли до 1 милиона студената. едк.орг издат је као отворен код, стварајући отворен Едекс.
У септембру 2014. године ЕДКС је најавио иницијативу средње школе
У октобру 2014. године едекс је најавио Стручне образоване курсеве, а у марту 2015. се удружио са Мајкрософтом

У априлу 2015. године, едекс се удружио са Државним универзитетом Аризоне да покрене глобалну бруцошку академију.

## Институција која учествује
Крајем 2013. године, неколико земаља и физичких лица најавили су усвајање едекс отвореног кода платформе за покретање нове иницијативе. Десет кинеских универзитета придружило се заједно да формирају онлајн иницијативу образовања у Кини, под називом ХуестангХ. 120 високошколских установа у Француској придружили су се под вођством француског Министарства просвете да понуде онлајн курсеве широм Француске, краљица Ранија Фондација за образовање и развој (КРФ) створен Едраак као први МООК портал за арапски свет, Међународни монетарни фонд користи едекс платформу за спровођење онлајн курсева обуке из економије и финансија, и Тенарис корпорација користи платформу да прошири своју корпоративну обуку и едукацију својих запослених.

Од марта 2015 године, едекс има више од 60 чланова